# Spodoptera decolorata
Spodoptera decolorata är en fjärilsart som beskrevs av Franz Dannehl 1929. Spodoptera decolorata ingår i släktet Spodoptera och familjen nattflyn. Inga underarter finns listade i Catalogue of Life.